# پتئینوسور
پتئینوسور یا بال‌دارسور (نام علمی: Peteinosaurus) نام یک سرده از راسته خزندگان بال‌دار است.